# Echthronomas ochreofrons
Echthronomas ochreofrons är en stekelart som beskrevs av Joseph Augustine Cushman 1924. Echthronomas ochreofrons ingår i släktet Echthronomas och familjen brokparasitsteklar. Utöver nominatformen finns också underarten E. o. lexiphaga.